# 大方町

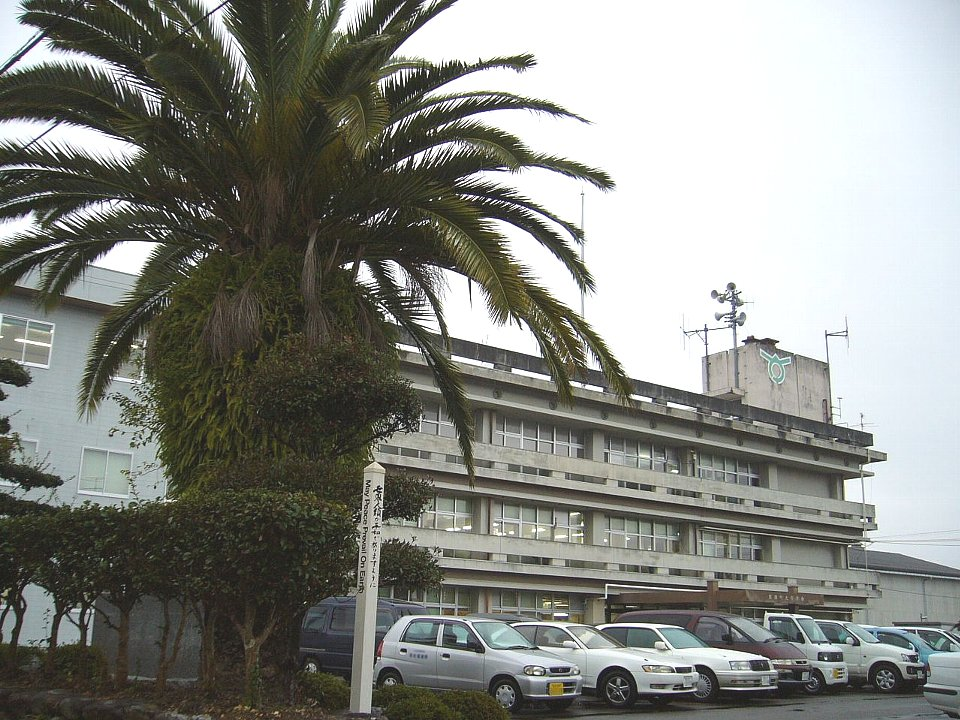
旧・大方町役場（現・黒潮町役場）

大方町（おおがたちょう）は、高知県南西部にあった町。
2006年3月20日に隣接する佐賀町と対等合併して黒潮町となり、自治体としては消滅した。

## 歴史
- 1943年（昭和18年）4月29日 - 田ノ口村・入野村・七郷村が合併して大方村が発足。
- 1943年（昭和18年）11月3日 - 大方村が町制施行して大方町（第1次）となる。
- 1950年（昭和25年）3月22日 - 昭和天皇が町内に行幸（昭和天皇の戦後巡幸）。鞭海浜に大方町奉迎場を設けて天皇を迎えた[1]。
- 1956年（昭和31年）9月1日 - 白田川村と合併し、改めて大方町（第2次）が発足。
- 1957年（昭和32年）4月1日 - 大字白浜を佐賀町に、大字伊屋を中村市に編入。
- 2006年（平成18年）3月20日 - 佐賀町と合併して黒潮町が発足。同日大方町廃止。